# کیومرث مرزبان
کیومرث مرزبان (زادهٔ ۱۳۷۱) نویسنده، طنزپرداز و زندانی عقیدتی اهل ایران است.

## زندگی
یکی از برجسته‌ترین علاقه‌مندی‌های کیومرث مرزبان، طنزنویسی است. 
او یکی از برگزار کنندگان کلاس نویسندگی تحت عنوان "کارگاه رویاپردازی"  و نیز راه‌اندازی کنندهٔ اولین پادکست فارسی‌زبان و طنز ایرانی در فیسبوک با نام «رادیو سنگ‌تاب» است.
وی از سال ۱۳۸۴ تا ۱۳۸۸ خورشیدی، ۸ فیلم کوتاه ساخت. تولید سریال نمایشی "کارآگاه پورآرا" از رادیو زمانه  و همچنین همکاری با کامبیز حسینی و نویسندگی برنامه‌های تلویزیونی از جمله-پولتیک بوده است.
او همچنین فرزند سهراب مرزبان گرافیست است.  سهراب مرزبان اواخر فروردین سال 1402 بنا بر دلایلی که هنوز در دست بررسی‌ست بر اثر ایست قلبی جان باخت.  

## اتهام‌ها و محکومیت
مرزبان در ۴ شهریور ۱۳۹۷ به دست برخی مأموران سازمان اطلاعات سپاه پاسداران انقلاب اسلامی دستگیر شد. او در یکی از دادگاه‌های انقلاب نظام جمهوری اسلامی ایران و به حکم ابوالقاسم صلواتی، به اتهام توهین به مقدسات (سب النبی و اهانت به دین اسلام؛ ۷ سال و شش ماه حبس)، فعالیت تبلیغی بر ضد نظام (یک سال و شش ماه حبس)، توهین به خمینی و خامنه‌ای (۳ سال حبس)، توهین به مسئولان سه قوهٔ نظام (۹ ماه حبس) و ارتباط با دولت (ایالات متحده آمریکا) و رسانه‌های متخاصم (از جمله، رادیو فردا، شبکهٔ تلویزیونی من‌وتو، ۱۱ سال حبس)، به ۲۳ سال و ۹ ماه حبس و نیز ۲ سال ممنوعیت خروج از کشور، ۲ سال محروم از استفاده از شبکه‌های اجتماعی، ۲ سال محروم از فعالیت رسانه‌ای، محکوم شد.
وی در ۶ اسفند ۱۳۹۹ پس از رد درخواست آزادی مشروط ادامه‌ی محکومیت او به صورت تعلیق در آمد.

## آثار
کیومرث مرزبان سه کتاب به نام‌های خام بُدَم، پخته شدم، بلکه پسندیده شدم و عزیز جان و "از تو فقط همین یکدانه را داشتم" دارد و مجموعه مقالات او تحت عنوان نامه‌هایی برای خدا (۵۰ نامهٔ طنزآمیز به خدا) نیز منتشر شده‌است.

### کتاب‌ها
1. خام بُدَم، پخته شدم، بلکه پسندیده شدم.
2. عزیز جان.
3. از تو فقط همین یکدانه را داشتم.

#### مقالات
1. نامه‌هایی برای خدا (۵۰ نامهٔ طنزآمیز به خدا).

### فیلم‌های کوتاه
ته خیار  
چگونه از یک ملخ یک اسطوره بسازیم 
پس پس پس پرده 
فندکِ بی‌گاز
زغال اخته
یاد مهر تو
.